# Talbrücke Langer Grund
Die Talbrücke Langer Grund ist eine 372 m lange Brücke der Autobahn A73 bei Kilometer 5,3. 
Das Bauwerk liegt bei Suhl zwischen den Autobahnanschlussstellen Suhl-Zentrum und Suhl-Friedberg in Südthüringen. Es überspannt in einer Höhe von maximal 63 m mit acht Feldern das Tal Langer Grund. Gebaut wurde die Überführung mit zwei getrennten Überbauten zwischen den Jahren 2002 und 2004 für ungefähr 12 Millionen Euro.

## Unterbauten
Die Brückenpfeiler mit einer maximalen Höhe von ungefähr 58 m sind aufgelöst in zwei schlanke Einzelstützen, die im Achsabstand von 3,6 m stehen und durch Querriegel miteinander verbunden sind. Die Stützen haben einen rechteckigen Vollquerschnitt und verkleinern sich über die Höhe mit einem Anzug von 1:70.

## Überbauten
Die beiden nebeneinander liegenden Überbauten der Spannbetonbrücke weisen als Bauwerkssystem in Längsrichtung den  Durchlaufträger auf. In Querrichtung besitzen sie jeweils einen Hohlkastenquerschnitt mit konstanter Konstruktionshöhe von 3,5 m. Die Vorspannung besteht aus einer Mischbauweise mit internen und externen Spanngliedern.
Die Gesamtstützweite beträgt für die achtfeldrige Brücke 372,0 m. Die beiden Endfelder spannen 39,0 m weit, die sechs Innenfelder besitzen jeweils 49,0 m Stützweite.

## Ausführung
Der Brückenüberbau wurde im Taktschiebeverfahren hergestellt.